# 柳沢騰市
柳沢 騰市（やなぎさわ とういち、1908年6月23日 - 没年不明）は、群馬県出身のプロ野球選手（二塁手、三塁手、遊撃手）。

## 来歴・人物
上州の国定忠治が生まれた国定村（後の佐位郡、現在の伊勢崎市）に程近い所で生まれ育った。伊勢崎町立商業学校（現・群馬県立伊勢崎商業高等学校）卒業後、満州に渡り、奉天満倶と奉天日満実業団でプレーした。一方で競輪選手も副業でやっていたと伝わる。その後帰国し、日活太秦撮影所の大部屋俳優となる。1932年に女優・入江たか子が映画製作会社入江ぷろだくしょんを創立すると、入江の書生をやっていたことも手伝い、社内に設けられた野球部に移籍。チーム内では4番・遊撃手として活躍した。
1936年に大東京軍の結成に参加。秋季リーグより出場し始め、自転車競技で鍛えた脚力を武器に俊足として鳴らした。特筆すべきは、1937年8月29日の金鯱戦（西宮球場）で、プロ野球史上初となる1イニング3盗塁を達成したことである。9回表に金鯱の投手・古谷倉之助のモーションの隙を突き、二盗・三盗・本盗とトリプルスチールを完成させた（試合も6-1でライオン軍〈1937年秋季より大東京軍から改称〉の勝利）。また犠打も得意で、1937年秋季シーズンには最多犠打をマーク。守備面では失策が多かった（尤も、当時は野球用具が稚拙で、全般に失策数が多かった事もある）が、三遊間をチョコマカと駆け回り、コロコロと打球に跳びつく姿は愛嬌があり、洲崎球場のファンに絶大な人気があった。
しかし、打撃面に難があったことが選手寿命を短くさせた。1938年より出場機会が減少し、1939年5月28日の巨人戦（後楽園球場）を最後に現役引退。その後応召され、戦後はプロ野球には戻らず、トンボ鉛筆の野球部監督やタクシー運転手など職を転々としたと伝わる。最期については不明。
国定忠治さながらに、大酒飲みで喧嘩早く眼光が鋭かったと言われている。また奇行癖でも知られ、ある試合後、当時ライオン軍の監督だった小西得郎になんと安打証明書を書いて貰うように懇願した。渋々小西が安打証明書を書いて捺印すると、柳沢は嬉々として書生時代にお世話になった入江に宛てて安打証明書を送ったという。

## 詳細情報

### 年度別打撃成績
| 年 度     | 球 団           | 試 合 | 打 席 | 打 数 | 得 点 | 安 打 | 二 塁 打 | 三 塁 打 | 本 塁 打 | 塁 打 | 打 点 | 盗 塁 | 盗 塁 死 | 犠 打 | 犠 飛 | 四 球 | 敬 遠 | 死 球 | 三 振 | 併 殺 打 | 打 率 | 出 塁 率 | 長 打 率 | O P S |
| --------- | --------------- | ----- | ----- | ----- | ----- | ----- | -------- | -------- | -------- | ----- | ----- | ----- | -------- | ----- | ----- | ----- | ----- | ----- | ----- | -------- | ----- | -------- | -------- | ----- |
| 1936秋    | 大東京 ライオン | 4     | 7     | 7     | 0     | 1     | 0        | 0        | 0        | 1     | 0     | 0     | --       | 0     | --    | 0     | --    | 0     | 0     | --       | .143  | .143     | .143     | .286  |
| 1937春    | 大東京 ライオン | 51    | 159   | 150   | 14    | 26    | 5        | 2        | 0        | 35    | 9     | 9     | --       | 2     | --    | 6     | --    | 1     | 13    | --       | .173  | .210     | .234     | .444  |
| 1937秋    | 大東京 ライオン | 46    | 166   | 141   | 16    | 29    | 2        | 2        | 0        | 35    | 11    | 13    | --       | 10    | --    | 14    | --    | 1     | 8     | --       | .206  | .282     | .248     | .530  |
| 1938春    | 大東京 ライオン | 31    | 104   | 90    | 17    | 21    | 2        | 1        | 1        | 28    | 4     | 5     | --       | 5     | --    | 9     | --    | 0     | 8     | --       | .233  | .303     | .311     | .614  |
| 1938秋    | 大東京 ライオン | 29    | 72    | 56    | 7     | 8     | 1        | 0        | 0        | 9     | 5     | 2     | --       | 2     | --    | 14    | --    | 0     | 5     | --       | .143  | .314     | .161     | .475  |
| 1939      | 大東京 ライオン | 6     | 4     | 4     | 0     | 0     | 0        | 0        | 0        | 0     | 0     | 1     | --       | 0     | 0     | 0     | --    | 0     | 1     | --       | .000  | .000     | .000     | .000  |
| 通算：4年 | 通算：4年       | 167   | 512   | 448   | 54    | 85    | 10       | 5        | 1        | 108   | 29    | 30    | --       | 19    | 0     | 43    | --    | 2     | 35    | --       | .190  | .264     | .241     | .505  |

- 各年度の太字はリーグ最高
- 大東京（大東京軍）は、1937年秋季にライオン（ライオン軍）に球団名を変更

### 記録
- 1イニング3盗塁（1937年8月29日、プロ野球史上初）

### 背番号
- 20 （1936年）
- 5 （1937年 - 1939年）